# Communes du canton de Bâle-Ville

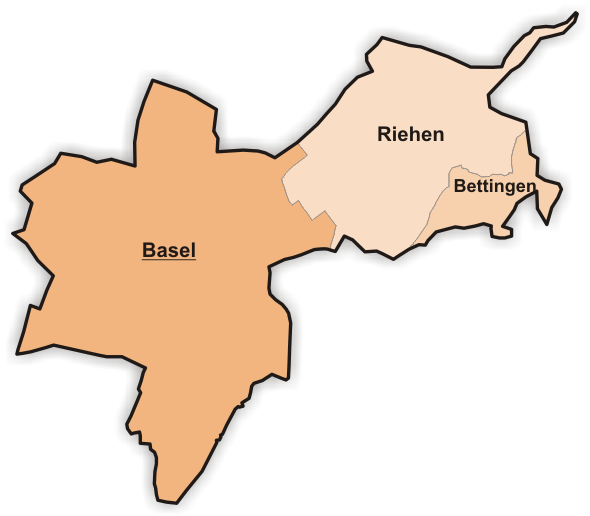
Carte du canton de Bâle-Ville présentant sa division en communes en 2011.

Cet article présente une liste des communes du canton de Bâle-Ville.

## Liste
En 2008, le canton de Bâle-Ville compte 3 communes. Plus petit canton de Suisse, Bâle-Ville est l'un des deux cantons, l'autre étant Glaris, qui compte le moins de communes. Il ne possède aucun district.
| Nom       | N° OFS | Population (décembre 2022) | Superficie (km2) | Densité (hab./km2) |
| --------- | ------ | -------------------------- | ---------------- | ------------------ |
| Bâle      | 2701   | +173 552,                  | +0023,91         | 7259               |
| Bettingen | 2702   | +001 288,                  | +0002,23         | 578                |
| Riehen    | 2703   | +021 946,                  | +0010,86         | 2021               |
| Total     | Total  | +196 786,                  | +0037,           | 5319               |